# Karl Otto Pöhl
Karl Otto Pöhl (né le 1er décembre 1929 à Hanovre, et mort le 9 décembre 2014 en Suisse) est un économiste allemand. Il fut président de la Banque fédérale d'Allemagne de 1980 à 1991. Connu comme un « symbole du monétarisme allemand », il a été l'un des banquiers centraux les plus influents du monde occidental.

## Biographie
Il entame des études d'économie qu'il finance en faisant du journalisme sportif dans une Allemagne en reconstruction. Il obtient son diplôme d'économie en 1955. Son doctorat en poche, il intègre, en 1957, à la tête du département de journalisme, l'ifo (Institut pour la recherche en économie) à Munich, poste qu'il quitte en 1960.
L'année suivante, il devient journaliste spécialisé en économie à Bonn, jusqu'en 1967. Il devient membre du Parti social-démocrate (SPD), la victoire de Willy Brandt en 1969 le propulse à des postes à responsabilités au ministère allemand des finances. Il prend ses fonctions de secrétaire d'État attaché au ministère des Finances allemand avant d'être nommé le 1er juin 1977 comme vice-président de la Banque fédérale d'Allemagne, poste qu'il occupe jusqu'en 1991 où il démissionne. Karl Otto Pöhl prend cette décision pour marquer son désaccord avec une politique étrangère qui tend, à ses yeux, à sacrifier la Bundesbank et ses principes sur l'autel de la construction européenne
En 1988, alors que les négociations sur l'union monétaire s'accélèrent, il multiplie les rapports et les propositions pour consolider un système européen de changes fixes centré sur le combat contre l'inflation. La tournure des événements le conduit à quitter son poste. Il oriente alors sa carrière vers des activités dans le secteur privé.

## Citations
« L'inflation, c'est comme le dentifrice, une fois sorti du tube, on peut difficilement l'y remettre. Ainsi, il vaut mieux ne pas appuyer trop fort sur le tube. »

— in Institutional Investor, janvier 1980

## Distinctions
- Commandeur de la Légion d'honneur (1992)[4]
- Commandeur de l'ordre royal de l'Étoile polaire